# 龙溪紫堇
龙溪紫堇（学名：Corydalis longkiensis）为罂粟科紫堇属下的一个种。

## 扩展阅读
- 維基物種上的相關：龙溪紫堇